# Museu Municipal de Barueri

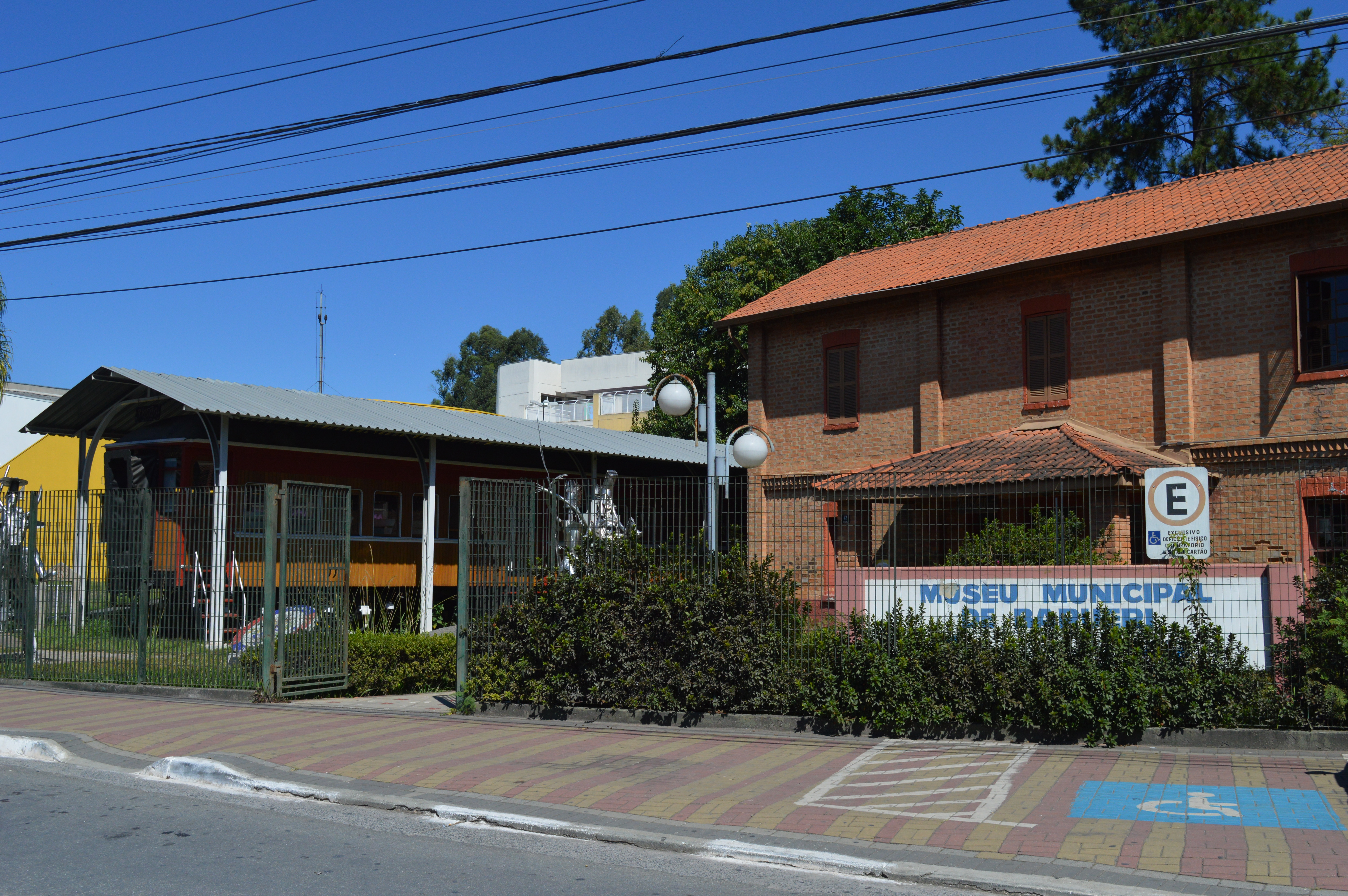
Museu Municipal de Barueri "Oswaldo Abat" - Entrada Principal

O Museu Municipal de Barueri "Oswaldo Abat", é um museu brasileiro, localizado no bairro Jardim Belval, em Barueri - São Paulo, é um museu público, cuja sede é um verdadeiro monumento-edifício, um patrimônio histórico, que faz parte da trajetória viva da história da cidade.
É o principal acervo histórico da cidade de Barueri, o museu abriga fósseis de objetos indígenas encontrados em escavações na Aldeia de Barueri, acervo fotográfico, esculturas, entre outros artefatos e obras, que juntos agregam um amplo conhecimento sobre a história do local.
Renomeado em 4 de Julho de 2024, em cumprimento à Lei Municipal  3.103/24, sancionada pelo prefeito RUBENS FURLAN,  passando então a ser denominado: Museu Municipal de Barueri "OSWALDO ABAT".

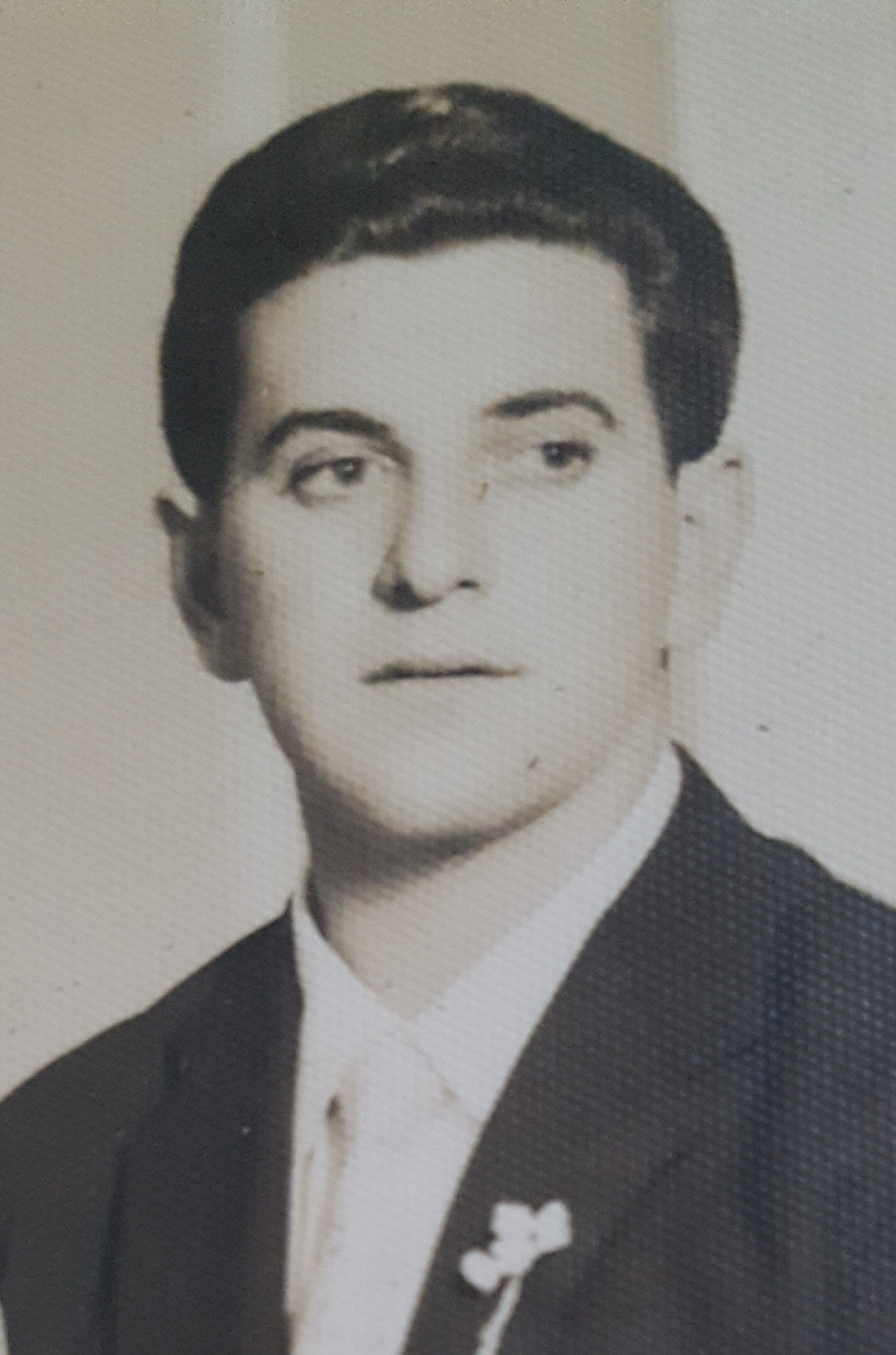
Foto / Acervo de Familia: OSWALDO ABAT

Pronuncia-se: Osvaldo Abáti

## Edifício
O casarão onde está instalado o Museu foi construído em 1920. O local foi sede da Olaria Belo Vale, que acabou dando origem ao nome do bairro em que encontra-se, Jardim Belval.